# Leucographus variegatus
Leucographus variegatus är en skalbaggsart som först beskrevs av Waterhouse 1878.  Leucographus variegatus ingår i släktet Leucographus och familjen långhorningar.
Artens utbredningsområde är Madagaskar. Inga underarter finns listade i Catalogue of Life.